# Piet Vincent

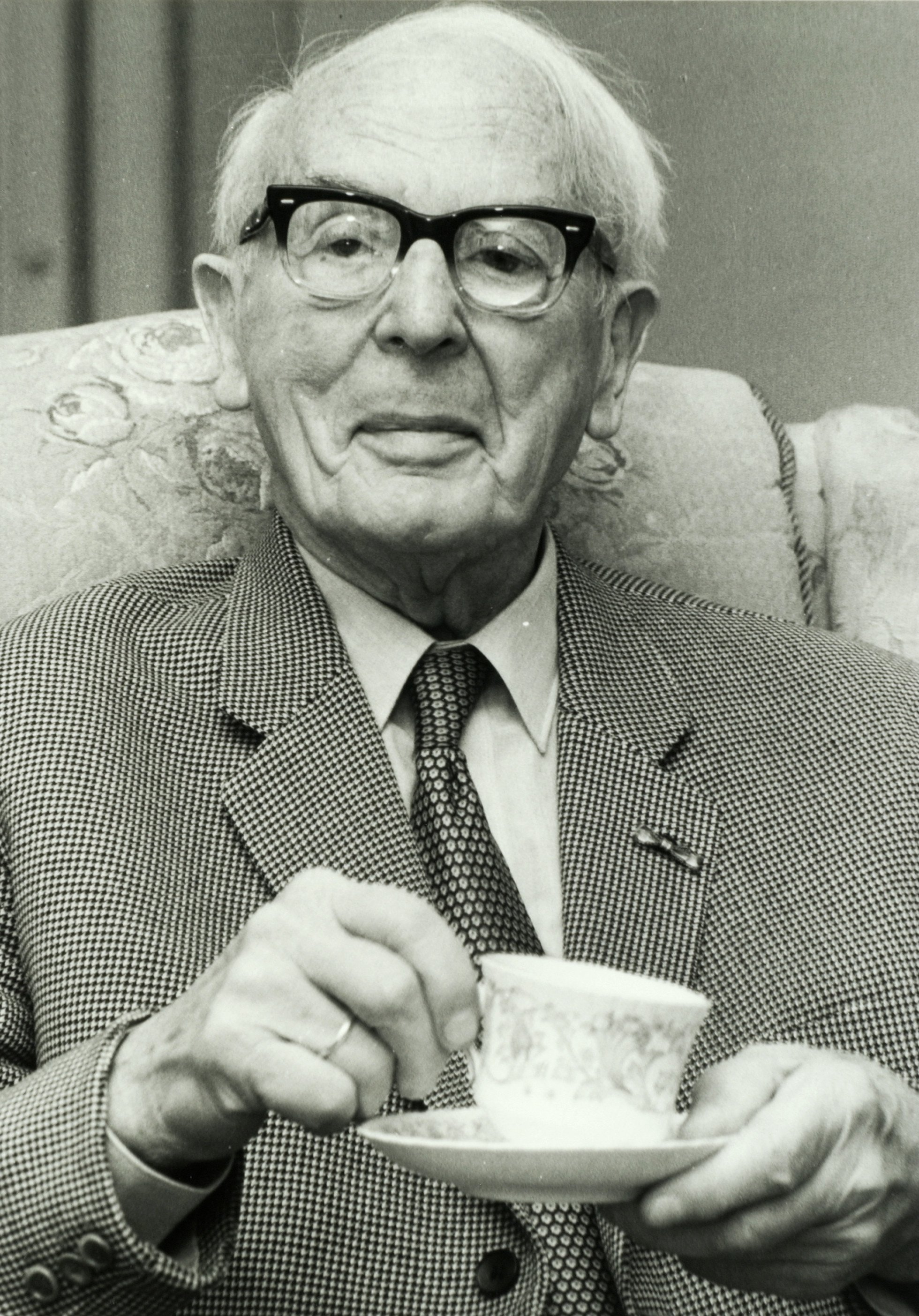
Piet Vincent in 1979

Johan Pieter (Piet) Vincent (Amsterdam, 2 september 1895 – Santpoort, 13 juni 1981) was een Nederlands muziekpedagoog en componist.
Hij was zoon van Geertruida Johanna Meijer en beiaardier Jacob Vincent. Hijzelf trouwde met Madeleine Nelly Veth. Hij was een broer van de veel bekendere zangeres Jo Vincent. Hij werd in stilte begraven.
Vader zag een loopbaan in de muziek (muziek is geen vak) niet zitten; hij zag zijn zoon liever predikant of kunstschilder worden. De jonge Vincent werd muzikant.
Hij kreeg zijn muziekopleiding in Amsterdam van Jean-Baptiste de Pauw en Sem Dresden, al dan niet aan het Conservatorium van Amsterdam. Hij was voor een korte periode beiaardier van de Westertoren en moest de muziektrommel versteken van de Munttoren; hij was daarin ambtenaar van de Dienst der Publieke Werken. Hij was veertig jaar muziekonderwijzer aan de Muziekschool der Toonkunst te Haarlem; hij was er ook tien jaar directeur. Hij staat te boek als docent van Hans Osieck, Peter de Kleer, Berthe Davelaar, Leendert Huges, Kees Bornewasser, Tiny Kaiser en Jan Krouwels. Hij bracht zijn leerlingen in contact met dirigenten te Haarlem Frits Schuurman, Eduard van Beinum, Marinus Adam en Henri Arends, zodat zij podiumervaring konden opdoen. Vanwege zijn veertigjarig dienstverband werd hij in 1960 benoemd tot ridder in de Orde van Oranje-Nassau. In 1973 kreeg hij de Jos de Klerkprijs voor zijn bijdrage aan het Haarlemmer muziekleven.
Vincent werd zelf geplaagd door plankenkoorts, maar had op 16 mei 1925 een gezamenlijk optreden met schrijver Frederik van Eeden. Van Eeden droeg gedichten voor; Vincent speelde pianomuziek (los van elkaar).
Van zijn hand verschenen Pedagogische vraagstukken en Moderne klaviertechniek. Hij schreef onder meer een pianoconcert.